# 圣安多尼院长村

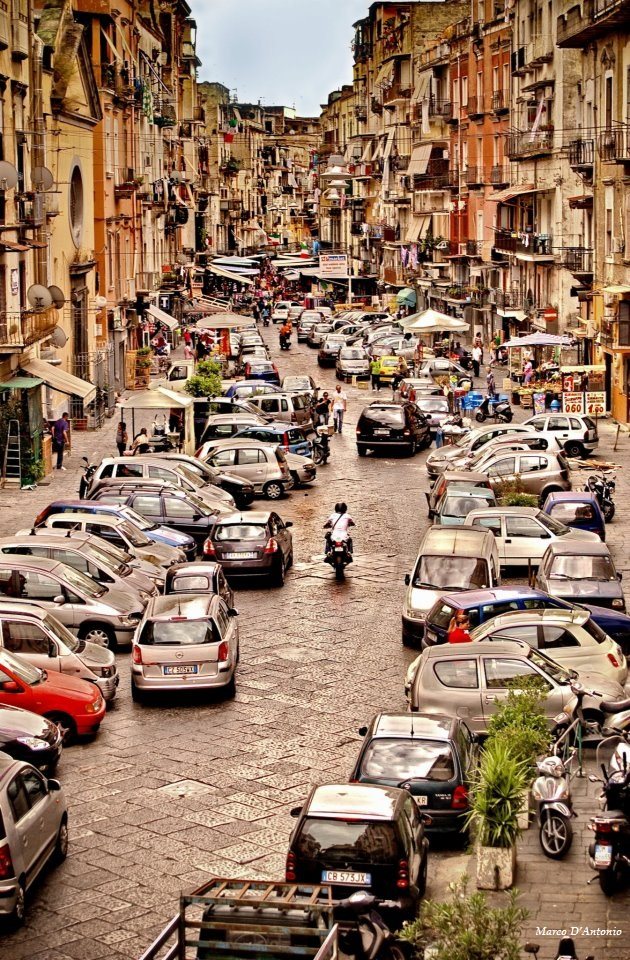
圣安多尼院长村

圣安多尼院长村（Borgo Sant'Antonio Abate）是意大利那不勒斯的一个社区，建于15世纪。
主要街道为圣安多尼院长街（via Sant'Antonio Abate），连接卡普阿门和卡洛斯三世广场，是一条著名的集市街。
此处有两座重要教堂：圣安多尼院长堂和卡普阿门圣亚纳堂（Chiesa di Sant'Anna a Porta Capuana）。 